# Księży Ostrów
Księży Ostrów – część wsi Kramsk-Pole w Polsce, położona w województwie wielkopolskim, w powiecie konińskim, w gminie Kramsk. Należy do sołectwa Kramsk-Pole.
W latach 1975–1998 Księży Ostrów administracyjnie należał do województwa konińskiego.